# 卡斯特兰迪亚
卡斯特兰迪亚是巴西戈亚斯州的一个市镇。总面积297.428平方公里，总人口4451人，人口密度15人/平方公里。